# Südteil Großes Meer
Der Südteil Großes Meer ist ein ehemaliges Naturschutzgebiet in der niedersächsischen Gemeinde Südbrookmerland im Landkreis Aurich.
Das ehemalige Naturschutzgebiet mit dem Kennzeichen NSG WE 119 war 495 Hektar groß. Es ist fast vollständig Bestandteil des FFH-Gebietes „Großes Meer, Loppersumer Meer“ und des EU-Vogelschutzgebietes „Ostfriesische Meere“. Das Gebiet stand seit dem 16. August 1974 unter Naturschutz. Zum 10. Oktober 2020 ging es im neu ausgewiesenen Naturschutzgebiet „Großes Meer, Loppersumer Meer“ auf. Zuständige untere Naturschutzbehörde war der Landkreis Aurich.
Das ehemalige Naturschutzgebiet liegt nördlich des Ems-Jade-Kanals zwischen Südbrookmerland und Emden und besteht neben dem südlichen Teil des Flachwassersees „Großen Meeres“ aus dem umgebenden Grünland. Das Gebiet hat große Bedeutung als Brutgebiet für Wiesenvögel und als Rastgebiet für Zugvögel.